# Atrichopogon flavenicruris
Atrichopogon flavenicruris är en tvåvingeart som beskrevs av Tokunaga och Murachi 1959. Atrichopogon flavenicruris ingår i släktet Atrichopogon och familjen svidknott. Inga underarter finns listade i Catalogue of Life.